# Xestia cyanostica
Xestia cyanostica är en fjärilsart som beskrevs av Wolfgang Dierl 1984. Xestia cyanostica ingår i släktet Xestia och familjen nattflyn. Inga underarter finns listade i Catalogue of Life.